# Laguna Seca (Piura)
Laguna Seca es un caserío peruano ubicado en el distrito de Lagunas, perteneciente a la provincia de Ayabaca del departamento de Piura, al norte del Perú. 

## Ubicación
Laguna Seca se ubica al centro de la provincia de Ayabaca, en el distrito de Lagunas, en el departamento de Piura.

## Demografía
En 2017 Laguna Seca tenía una población de 63 habitantes.
| Gráfica de evolución demográfica de Laguna Seca entre 1993 y 2017 |
|                                                                   |
| Fuentes: Población 1993 y 2017                                    |